# Drujeliubivka, Dobrovelîcikivka
Drujeliubivka (în ucraineană Дружелюбівка) este localitatea de reședință a comunei Drujeliubivka din raionul Dobrovelîcikivka, regiunea Kirovohrad, Ucraina.

## Demografie
Componența lingvistică a localității Drujeliubivka
     Ucraineană (92,1%)
     Rusă (4,62%)
     Română (3,28%)
Conform recensământului din 2001, majoritatea populației localității Drujeliubivka era vorbitoare de ucraineană (92,1%), existând în minoritate și vorbitori de rusă (4,62%) și română (3,28%).